# Tanja Stupar-Trifunović
Tanja Stupar-Trifunović (ur. 1977 w Zadarze) – serbska poetka mieszkająca w Banja Luce w Republice Serbskiej.

## Biografia
Studiowała język i literaturę serbską na Wydziale Filologicznym Uniwersytetu w Banja Luce. Pisze wiersze i recenzje literackie. Jej poezja została przetłumaczona na kilka języków. Mieszka w Banja Luce. Pracuje jako redaktor pisma „Putevi” i kierownik działu kultury w Bibliotece Narodowej i Uniwersyteckiej w Banja Luce.
W 2017 roku była zaangażowana w podpisanie deklaracji o wspólnym języku Serbii, Czarnogóry, Chorwacji i Bośni i Hercegowiny, dokumentu, w powstanie którego zaangażowanych było około dwustu językoznawców i pisarzy z czterech państw byłej Jugosławii. Deklaracja przedstawiona została w Sarajewie 30 marca 2017 i w ciągu 20 godzin podpisało ją ponad 2000 osób. Celem deklaracji było między innymi zwrócenie uwagi na sztuczne, wynikające z nacjonalizmów podziały i uwydatniane na siłę różnice, nadmierny i nieautentyczny puryzm. Podkreślano, że istnienie jednego, wspólnego języka nie zmienia faktu, że państwa i narody są cztery i nie ma nic wspólnego z przynależnością etniczną i poczuciem tożsamości narodowej.

## Nagrody
- w roku 2008 Credit Bank Literature Award dla Europy Wschodniej i Południowo-Wschodniej i nagrodzona jednomiesięcznym pobytem w Wiedniu w Austrii[5]
- w 2016 roku Europejska Nagroda Literacka[6]
- za Glavni junak je čovjek koji se zaljubljuje u nesreću otrzymała literacką nagrodę „Fra Grgo Martić” za najlepszy tomik poetycki w 2009 roku[2].